# Chahuatlán
Chahuatlán es una congregación del municipio de Ilamatlán ubicado en la región de la Huasteca Baja del estado mexicano de Veracruz.

## Geografía
La localidad de Chahuatlán se sitúa en las coordenadas geográficas 20°47′00″N 98°23′36″O / 20.783333, -98.393333, a una elevación de 358 metros sobre el nivel del mar.

## Demografía
Según el Conteo de Población y Vivienda 2020, efectuado por el Instituto Nacional de Estadística y Geografía, la localidad de Chahuatlán tiene 1,029 habitantes, de los cuales 496 son del sexo masculino y 560 del sexo femenino. La tasa de fecundidad es de 2.68 hijos por mujer y tiene 324 viviendas particulares habitadas.
| Gráfica de evolución demográfica de Chahuatlán entre 1900 y 2020 |
|                                                                  |
| INEGI.                                                           |